# Nomos Apache Alpha
Nomos Apache Alpha è un album dei Dedalus pubblicato nel 2004.

## Tracce
1. Nomos Apache Alpha – 4:19
2. Dal sonno – 5:43
3. Luvmin – 6:48
4. Trenosol – 5:12
5. Via di Miel – 5:12
6. Rockocò – 7:14
7. Turu Turu – 4:21
8. Canzon Capriccio – 7:53
9. Clangclumps – 7:38